# 南魚沼市立第二上田小学校

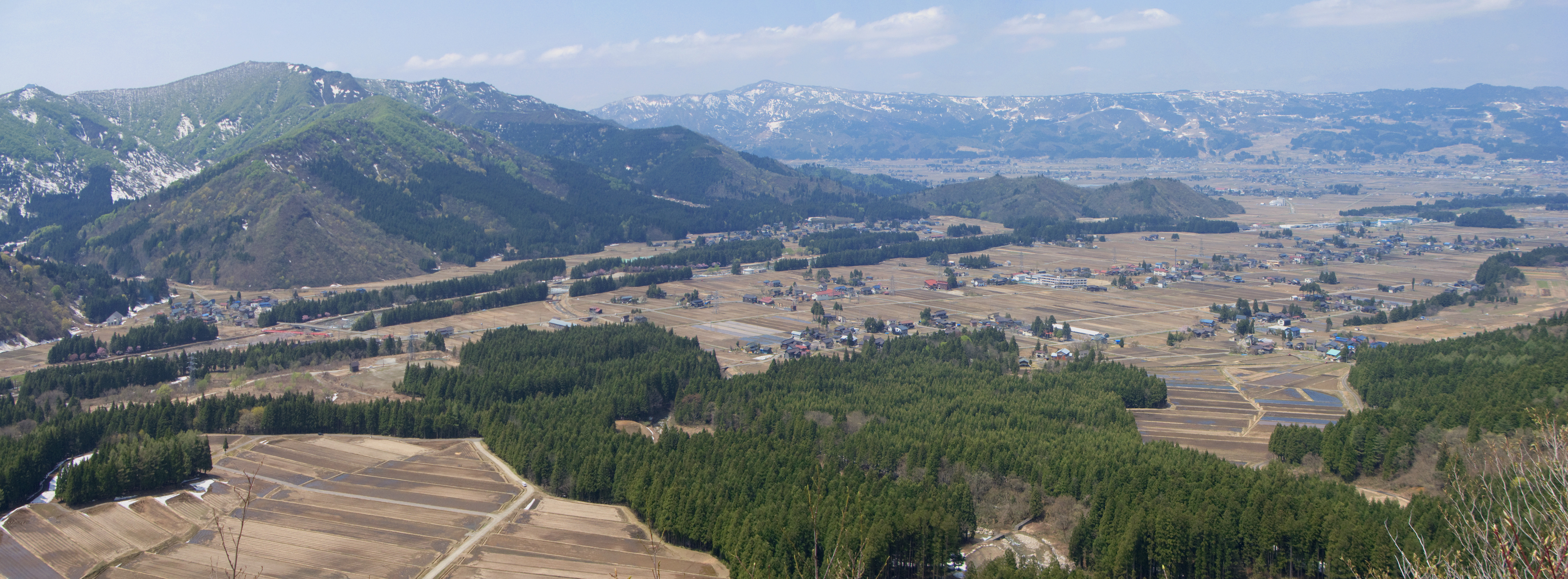
古峰山台原コース第一展望台から第二上田地区の眺望

南魚沼市立第二上田小学校（みなみうおぬましりつ だいにうえだしょうがっこう）は、新潟県南魚沼市長崎にあった市立小学校である。

## 概要
- 上越国境の山々を源流とする登川の扇状地帯である、南魚沼市南部（旧塩沢町上田地区）の国道291号（清水街道）沿いに立地（標高310m）。校舎からは日本百名山巻機山と古峰山、校歌にもある雲洞庵の山号である金城山（1,369m）、山頂が群馬県の朝日岳（1,945m）の眺望が素晴らしく、周囲には魚沼コシヒカリの田んぼが広がっている。
- 冬季のクロスカントリースキー授業が盛んで、中越大会では優秀な成績を修めている。
- 1906年（明治39年）に開校。通称は「第二」（だいに）、学級数6・児童数84名（2009年度）
- 2020年（令和2年）3月末をもって、第一上田小学校と統合した上田小学校開校により閉校した。

## 教育目標
- 考える子
- 助け合う子
- がんばる子

## 学校行事

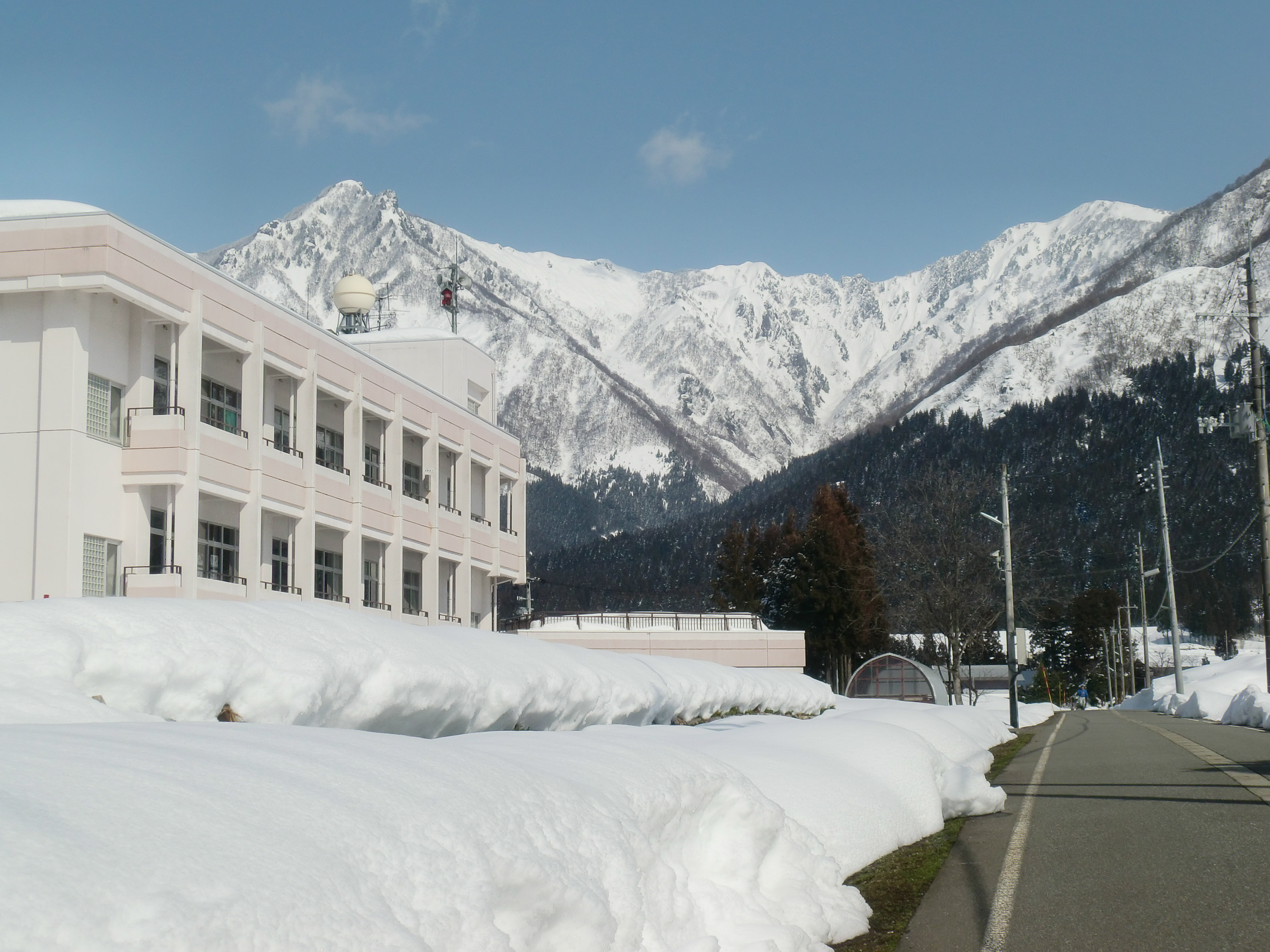
『銀冠高き金城を雪の朝に仰ぎつつ』と校歌に歌われる金城山（1,369m）

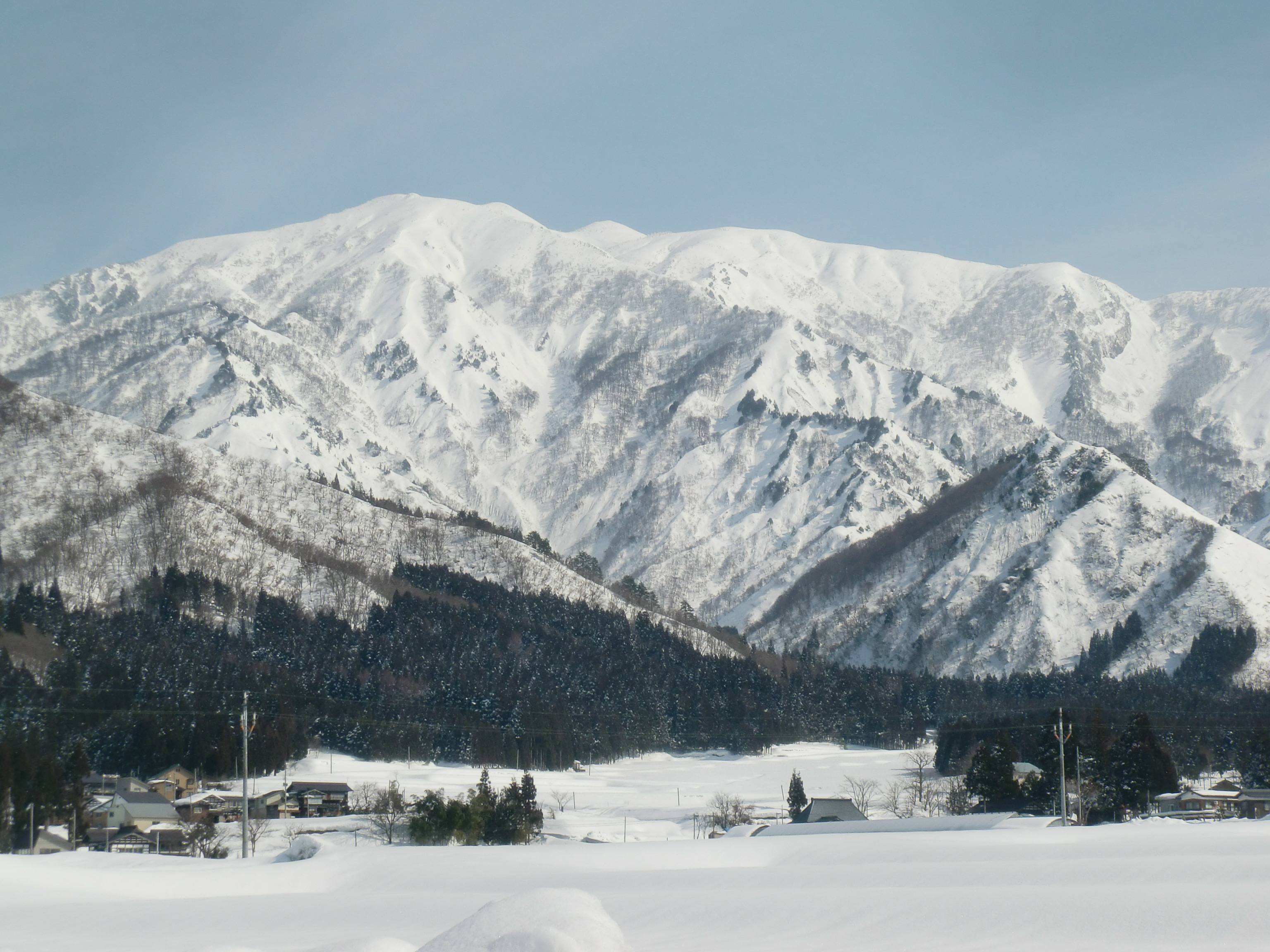
校舎より望む割引岳（1930.9m）・巻機山（1,967m）・古峰山（710m）

4月
- 新任式・始業式
- 入学式
- 白バイ隊見学
- 学習参観
- 全国学力テスト
- 一年生を迎える会
- 児童総会

5月
- 交通安全教室
- 運動会
- プール清掃
- クラブ開始
- ブラッシング指導

6月
- 緑の少年団入団式
- 水泳特別練習開始
- 学習参観
- 家庭訪問

7月
- 全校漢字・計算テスト
- 修学旅行
- 学習参観
- 校内水泳記録会
- 一学期終業式
- 塩沢地区親善水泳大会

8月
- キャンプ
- 緑の少年団交流集会
- 陸上特別練習開始

9月
- 二学期始業式
- 祖父母ふれあい活動
- 塩沢地区親善陸上大会

10月
- なかよし遠足
- 学習発表会
- 校内マラソン記録会
- 演劇鑑賞会

11月
- 日曜参観・なかよし祭り
- 音読集会

12月
- クリスマス集会
- 全校漢字・計算テスト
- スキー特別練習開始
- 二学期終業式

1月
- 三学期始業式
- 校内書初め大会
- 給食週間
- 学習参観
- 漢字検定・数学検定・NRT学力テスト

2月
- 豆まき集会
- 南魚沼市親善スキー大会
- 体ぽっかぽっか祭り
- フリー参観
- 数学検定
- アルペンスキー教室
- 大縄大会
- 全校漢字・計算テスト

3月
- 六年生ありがとう週間・集会
- 三学期終業式
- 卒業証書授与式

## 学校林
- 所在地 新潟県南魚沼郡上田村（南魚沼市）大字清水字姥沢入403乙
- 契約条項
  - 契約年月日
    - い3、昭和25年4月10日
    - い5、昭和27年1月2日

  - 台帳面積
    - 501町歩3反2畝23歩

  - 上記の内実測面積
    - い3、2町6反7畝6歩
    - い5、1町2反4畝1歩

  - 植栽樹種数量
    - 杉、8,000本
    - 杉、3,721本

  - 新植期間
    - 契約の日より1ヶ年

  - 存続期間
    - い3、昭和24年（1949年）10月〜昭和80年（2005年）9月の56ヵ年間
    - い5、昭和26年（1951年）12月〜昭和81年（2006年）11月の55ヵ年間

  - 伐期及び伐採回数
    - い3、昭和80年1回
    - い5、昭和81年1回
- 毎年、必要な諸経費と20人程度の人夫料は、村が支払っていた。
  - 管理は学校で行い、生徒が毎年1回程度作業をしていた。

- 沿革
  - 1914年（大正3年）- 村が設定。
  - 1915年（大正4年）- 整備・植林を完了した。以後の管理は第一・第二小学校と人夫が行っていた。
    - 台上地区より姥沢入を約1km入った所（大字清水字十二木）で、姥沢川の右岸台地。およそ9反あまりの民有地を村が買収した。

  - 1957年（昭和32年）- 町村合併後は、塩沢町が引き継いだ。
    - 上田村が育て管理して来た杉が伐採時期を迎えたため、地元議員・区長・PTA会長・校長が「学校林処分委員会」を作った。

  - 1963年（昭和38年）- 9月、地区の要望により伐採する。その収益金は小中学校3校（第二上田小学校・第一上田小学校・上田中学校）に使用する。
    - 伐採後、中学校は独自の林があるため分離し、両小学校（第二上田小学校・第一上田小学校）の学校林となる。

  - 1964年（昭和39年）- 6月、杉苗約4,000本を伐採跡地に植える。
    - 小学校の子供たちが巣箱を備え付けた時もあった。

## 沿革
- 1906年（明治39年）4月 - 町村合併で上田村が発足し、南魚沼郡村立第二上田小学校が創立される。校舎は旧中田校舎を使用する。
- 1907年（明治40年）4月 - 義務教育年限が6年になる。清水分教場が置かれる。
- 1908年（明治41年）12月 - 沢口・一之沢に雪中派出教場が置かれる。
- 1911年（明治44年）3月 - 清水分教場の落成式を挙行する（民家改築）
- 1914年（大正3年）9月 - 新築校舎が落成する（花崗岩門柱が立てられる）
- 1916年（大正5年）3月 - 同窓会が組織され、会則が定められる。
- 1920年（大正9年）9月 - 本校舎二教室増築、6学級編成となる（桐苗を植える）
- 1921年（大正10年）
  - 2月 - 第二上田図書館を開館する。
  - 5月 - サクラ・ナラの木を植える。
- 1924年（大正13年）4月 - 第二上田農業補習学校が併設される。
- 1925年（大正14年）4月 - 校歌作詞（手塚義明）作曲（小出浩平）完了する。
  - 5月 - 同窓会寄贈の校旗樹立式及び校歌制定式を挙行する。
- 1926年（大正15年）4月 - 農業補習学校を統合し、実業公民学校となる。
- 1928年（昭和3年）12月 - 運動場、昇降口、便所、宿直室を新築落成式を挙行する。
- 1939年（昭和14年）8月 - 清水分教場新築落成式を挙行する。
- 1940年（昭和15年）
  - 4月 - 高等科が設置され、第二上田尋常小学校となる。
  - 12月 - 東京横浜在住者41名が二宮尊徳像を寄付する。
- 1941年（昭和16年）4月 - 第二上田国民学校となる。
- 1947年（昭和22年）4月 - 学校教育法が施行され、六三制が発足。上田村立第二上田小学校となる。上田中学校の第二校舎が置かれる。
- 1952年（昭和27年）5月 - 上田中学校校舎が落成し、第二校舎生徒が移動する。
- 1956年（昭和31年）11月 - 創立50周年記念式典を挙行する。
- 1959年（昭和34年）4月 - 学級数は12学級となり、本校はへき地1級・分校がへき地2級となる。
- 1963年（昭和38年）11月 - 給食室竣工式を挙行する。
- 1964年（昭和39年）10月20日 - 新潟県愛鳥モデル校に指定される。
- 1966年（昭和41年）11月 - 創立60周年記念式典を挙行する。
- 1969年（昭和44年）11月 - 清水分校給食室落成式を挙行する。
- 1976年（昭和51年）11月 - 創立70周年記念式典を挙行する。
- 1986年（昭和61年）11月 - 創立80周年記念式典を挙行する。
- 1988年（昭和63年）
  - 3月 - 新校舎が完成。木造校舎お別れ式・清水分校閉校式を挙行。
  - 10月 - 第二上田小学校同窓会が解散し、第二上田小学校後援会が発足。
- 1996年（平成8年）11月 - 創立90周年記念式典を挙行する。
- 2006年（平成18年）11月 - 創立100周年記念式典を挙行する。
- 2010年（平成22年）5月 - 第64回愛鳥週間、平成22年度野生生物保護功労者表彰『環境大臣賞受賞』[1]。
- 2020年（令和2年）3月31日 - 本校と第一上田小学校が統合した上田小学校開校により、閉校。

## 交通
- JR東日本上越線六日町駅からバスで30分。

## 進学先
- 南魚沼市立塩沢中学校
- 新潟県立津南中等教育学校
- 新潟大学教育学部附属長岡中学校

## 出身著名人
- 阿部拳斗 - 稲作農家。元プロ野球選手（投手）